# 254 Augusta
Augusta (asteroide 254) é um asteroide da cintura principal com um diâmetro de 12,11 quilómetros, a 1,928447 UA. Possui uma excentricidade de 0,1215113 e um período orbital de 1 187,96 dias (3,25 anos).
Augusta tem uma velocidade orbital média de 20,10282064 km/s e uma inclinação de 4,51431º.
Este asteroide foi descoberto em 31 de Março de 1886 por Johann Palisa.